# Something Evil
Something Evil is een Amerikaanse horrorfilm uit 1972 geregisseerd door Steven Spielberg en geschreven door Robert Clouse. In 2002 verscheen er een parodie hierop getiteld Reflections of Evil.

## Verhaal
Stevie Worden (Johnny Whitaker) gaat met zijn ouders Marjorie (Sandy Dennis) en Paul (Darren McGavin) in een oud landhuis in Pennsylvania wonen. Dit blijkt bewoond te worden door de duivel. Een kwade geest neemt er bezit van Stevie. Zijn moeder vermoedt wel dat er iets mis is met hem, maar wordt niet geloofd.

## Rolverdeling
| Acteur          | Personage       |
| --------------- | --------------- |
| Sandy Dennis    | Marjorie Worden |
| Darren McGavin  | Paul Worden     |
| Jeff Corey      | Gehrmann        |
| Ralph Bellamy   | Harry Lincoln   |
| John Rubinstein | Ernest Lincoln  |
| Johnny Whitaker | Stevie Worden   |

## Trivia
- Spielberg heeft zelf een cameo als gast op het feest.